# إصلاح سن الرشد
إصلاح سن الرشد هي الجهود الساعية لتغيير قوانين سن الرشد. عادةً ما تشمل الإصلاحات المقترحة رفع أو خفض أو إبطال سن الرشد أو تطبيق (أو عدم تطبيق) استثناءات في الحالات التي تتقارب فيها أعمار الأشخاص أو تغيير العقوبات أو تغيير كيفية مراجعة القضايا في المحكمة. يعد تطبيق سن الرشد من عدمه على العلاقات المثلية بطريقة مختلفة عن تطبيقه على العلاقات المغايرة أحد المسائل المرتبطة. تراوحت الجهود المنظمة في هذا الشأن من النقاشات الأكاديمية وصولًا إلى اتخاذ مواقف سياسية.

## مبادرات لتغيير سن الرشد

### أوروبا الغربية

#### فرنسا
بلغ البرلمان عريضة طالبت بإلغاء تجريم جميع العلاقات القائمة بالتراضي ما بين البالغين والقاصرين تحت سن الخامسة عشر ولكنها لم تنجح في تغيير القانون، وجاء ذلك في الوقت الذي دار فيه نقاش في البرلمان حيال إصلاح قانون العقوبات الفرنسي في عام 1977. نوقشت عريضة أخرى ضمن برنامج «حوارات» في بث على أثير إذاعة فرنسا الثقافية في عام 1978. ونُشر نص الحلقة لاحقًا تحت عنوان «الأخلاقيات الجنسية والقانون» في أحد الكتب التي ألفها ميشال فوكو. كان جميع المشاركين ومن ضمنهم فوكو والكاتب والممثل المسرحي جان دانيه والروائي والناشط المثلي غي أوكنغنيم قد وقعوا على هذه العريضة.

#### هولندا
كان سن الرشد الفعلي في هولندا خلال الفترة الممتدة من عام 1990 حتى عام 2002 هو 12 عامًا مع خضوعه لمجموعة من المؤهلات القانونية. أجاز القانون المرتبط والذي يعود تاريخ إقراره إلى شهر نوفمبر من عام 1990 الجماع الجنسي للأشخاص اليافعين المتراوحة أعمارهم ما بين الثانية عشر والسادسة عشر عامًا، ولكنه سمح للأهل الاعتراض بالاستناد على اضمحلال سلطة الأهل أو تعرض الأطفال للاستغلال ويتم حينها عرض هذه الحالات على مجلس خاص بحماية الأطفال. دعم الحزب الاشتراكي السلامي الهولندي عريضة فاشلة طالبت بخفض سن الرشد ليصبح عند 12 عامًا في عام 1979.

### أمريكا الشمالية

#### كندا
اقترحت الحكومة الكندية مشروع قانون من أجل رفع سن الرشد من 14 إلى 16 سنة في شهر يونيو من عام 2006 (كان سن الرشد قد رفع من 12 إلى 14 في عام 1890)، في حين يخلق القانون استثناءً يسمح للقاصرين ممن كانت أعمارهم متقاربة أي ما بين الرابعة عشر والخامسة عامًا بممارسة الجنس وينطبق نفس الأمر على الشركاء ممن لم يتجاوز فرق الأعمار فيما بينهم الخمسة أعوام، وحافظ القانون على بند يجيز للقاصرين ممن بلغت أعمارهم الثانية عشر ممارسة الجنس مع أولئك ممن بلغوا الثالثة عشر عامًا وينطبق نفس الأمر على الشركاء الذي لا يفصلهما أكثر من سنتين عن بعضهما. كذلك حافظت المبادرة على استثناء مؤقت خاص بالزيجات المعقودة مسبقًا ما بين راشدين وقاصرين تبلغ أعمارهم 14 أو 15 عامًا، ولكنه حظر عقد زيجات جديدة مماثلة لتلك في المستقبل. دخل القانون الجديد حيز التنفيذ يوم 1 مايو عام 2008.

### أمريكا الجنوبية

#### بيرو
أعلِن عن رفع سن الرشد في بيرو في عام 2006 من 14 ليصبح 18 عامًا مع اقتراب موعد إجراء الانتخابات، ولكن صوت كونغرس بيرو الجديد في عام 2007 لصالح إرجاع سن الرشد إلى 14 عامًا بغض النظر النوع الاجتماعي و/أو التوجه الجنسي. أعيد رفع السن ليصبح 18 عامًا يوم 27 يونيو عام 2007 بعد المعارضة الشديدة التي واجهها القانون، وذلك بتصويت 74 لصالح الأمر مقابل 0 معارض (مع اعتراض 22 عضوًا). أعيد سن الرشد إلى 14 عامًا في شهر ديسمبر من عام 2012.